# گامبو، اونگو
گامبو (به لاتین: Gambo-Ouango) یک منطقهٔ مسکونی در جمهوری آفریقای مرکزی است که در امبومو واقع شده‌است.